# Recensement de la Palestine mandataire de 1931

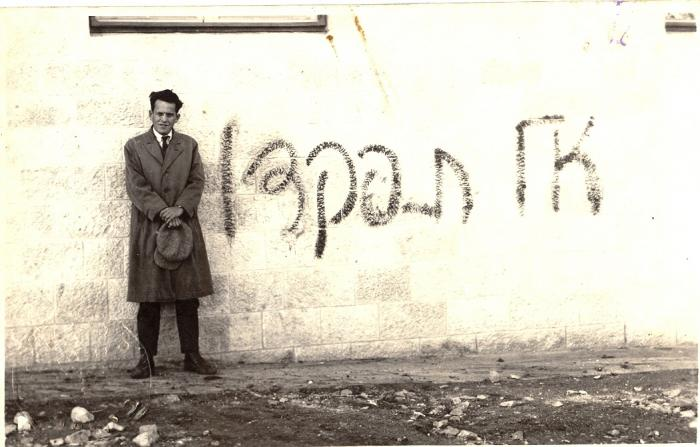
Le militant sioniste Abba Ahiméir devant un graffiti qui appelle à ne pas prendre part au recensement de 1931 en Palestine mandataire.

Le recensement de 1931 en Palestine mandataire est un recensement de la population effectué par les autorités du Mandat britannique de Palestine. Il est mené le 18 novembre 1931 sous la direction du major E. Mills. Après cette date, aucun recensement n'est effectué par les autorités britanniques dans la région.

## Présentation
Le recensement de 1931 est le deuxième recensement de la population effectué par les autorités du Mandat britannique de Palestine, après celui de 1922. Il est mené le 18 novembre 1931 sous la direction du major E. Mills. 
Le recensement dénombre 1 035 821 habitants (1 033 314 si on exclut les membres des Forces armées britanniques présents sur place, soit 2 500 soldats britanniques à cette date). Le recensement montre ainsi une augmentation de 36,8 % depuis 1922, avec une croissance de 108,4 % de la population juive.
Le recensement révèle la composition religieuse suivante : 759 717 musulmans, 174 610 Juifs, 91 398 chrétiens, 9 148 druzes, 350 bahá’ís, 182 Samaritains et 421 « sans religion ». Les recenseurs rencontrent des difficultés dans le comptage des Bédouins nomades du sud de la Palestine, car ceux-ci ne souhaitent pas coopérer au recensement. Les estimations pour chaque tribu bédouine sont faites par les officiels des districts, d'après des observations de terrain. Le total de 759 717 musulmans comprend 66 553 personnes dénombrées grâce à cette méthode.

## Publications
Les données du recensement de 1931 sont publiées en trois volumes par le gouvernement de Palestine. Ces ouvrages sont rédigés par le superintendant du recensement et chef-secrétaire assistant E. Mills.
- (en) Census of Palestine 1931.  Population of Villages, Towns and Administrative Areas, Jérusalem, 1932, 120 p. (lire en ligne)
- (en) Census of Palestine 1931, vol. I. Palestine Part I, Report, Alexandrie, 1933, 349 p.
- (en) Census of Palestine 1931, vol. II. Palestine, Part II, Tables, Alexandrie, 1933, 595 p.